# کویدلباخ
کویدلباخ (به آلمانی: Quiddelbach) یک شهر در آلمان است که در اهرویلر واقع شده‌است. کویدلباخ ۳۰۳ نفر جمعیت دارد.